# Diceratotheca
Diceratotheca, monotipični biljni rod iz porodice primogovki smješten u tribus Ruellieae, dio potporodice Acanthoideae. Jedina vrsta je tajlandski endem D. bracteolata. Opisan je u Kew Bull. 67: 692, 2012. 

## Opis
Novi rod porodice Acanthaceae, Diceratotheca, opisan je iz Tajlanda. Za rod je karakteristično da ima jedinstveni pelud u kombinaciji s nekoliko neobičnih morfoloških karakteristika, od kojih se čini da je teka s 2 prašnika jedinstvena unutar Acanthaceae. Filogenetske analize jasno pokazuju da rod pripada podplemenu Ruelliinae. Daljnje analize, koje uključuju najveći dostupni uzorak vrsta iz drugih rodova, uključujući vrste Strobilanthes i Ruellia, pokazuju da rod nije ugniježđen unutar drugih rodova i stoga je potreban novi rod. Analize pokazuju da je, od uzorkovanih rodova, najsrodniji Pararuellia Bremek., zeljastom rodu s kojim, čini se, ima malo toga zajedničkog. Jedina vrsta Diceratotheca bracteolata poznata je s jednog nalazišta u SZ Tajlandu i vjerojatno je kritično ugrožena.